# Ammophilomima trifida
Ammophilomima trifida là một loài ruồi trong họ Asilidae. Ammophilomima trifida được Hsia miêu tả năm 1949. Loài này phân bố ở miền Ấn Độ - Mã Lai.